# Mauro Corona
Maurizio Corona, detto Mauro (Baselga di Piné, 9 agosto 1950), è uno scrittore, alpinista, personaggio televisivo e scultore ligneo italiano.
Autore di una quarantina di libri, alcuni dei quali best seller, ha sempre usato la scrittura per tramandare le memorie della vita di montagna durante la sua infanzia nonché per narrare aneddoti personali legati all'alpinismo, sua principale passione assieme alla scultura lignea.
Nel corso della sua vita ha infatti aperto oltre 300 vie di arrampicata, principalmente nelle Dolomiti Friulane.

## Biografia

### Infanzia e origini

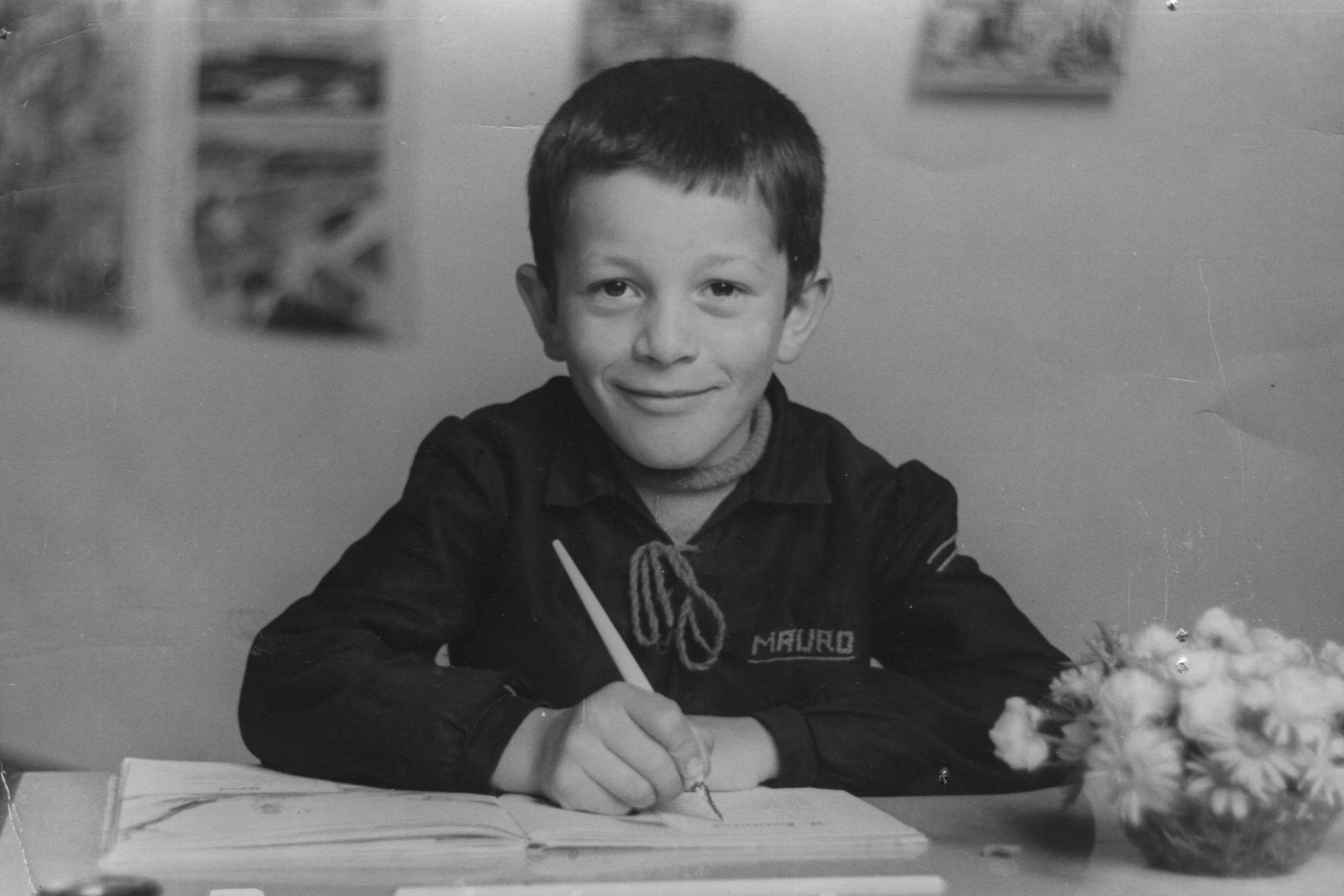
Mauro Corona fotografato alle elementari. La foto è in realtà una cartolina inviata il 27 luglio 1958 alla madre con la quale Corona annuncia la promozione a scuola.

Nasce il 9 agosto 1950 a Baselga di Piné, in provincia di Trento. A quel tempo sia il padre Domenico, detto "Meni" (Erto e Casso, 18 giugno 1923 - 7 marzo 2006) che la madre Lucia, detta "Thia", Filippin (Erto e Casso, 1925 - 2011) svolgono la professione di venditori ambulanti.
In realtà l'economia del tempo di Erto, paese di origine della famiglia, è estremamente povera ed arretrata. Quasi tutti gli abitanti sono infatti abili a svolgere pressoché ogni mestiere legato all'agricoltura, alla selvicoltura ed alla caccia, spesso più per ragioni di mera autosussistenza che non in un vero e proprio tessuto economico moderno e sviluppato. Questa caratteristica capacità di spaziare in vari ambiti del sapere pratico è infatti una costante nei personaggi delle storie raccontate da Corona nei suoi libri.
Gli ertani, tuttavia, specie durante l'inverno hanno l'abitudine di scolpire oggetti di legno da rivendere durante la primavera o l'estate nei paesi di pianura allo scopo di racimolare qualche ulteriore guadagno. Le donne delle famiglie meno abbienti partono anche in stato di gravidanza: fu così che Corona nasce in modo del tutto casuale a circa 140 km da casa sul carretto che i genitori sfruttano per il trasporto degli utensili in legno da vendere . Lo scrittore, tuttavia, scriverà sempre nelle presentazioni dei suoi libri di essere nato a Erto, con volontaria erroneità, solo per affetto e riconoscenza verso la terra che effettivamente sente sua e dove conserva le sue radici. Le condizioni in cui viene al mondo portano presto una forte polmonite al neonato, da cui riesce a salvarsi solo per un caso fortuito: la gravità della situazione induce i genitori addirittura a fargli ricevere l'estrema unzione .
La famiglia si stabilisce e trascorse circa sei anni in Trentino: lì nascono anche i due fratelli minori di Mauro, Felice (Baselga di Piné, dicembre 1951 - Paderborn, 30 giugno 1968) ed Enrico, detto 'Richetto' (Baselga di Piné, 5 gennaio 1956). Nel 1956 tuttavia i genitori preferiscono ritornare a Erto, il paese d'origine nella valle del Vajont, a quel tempo in provincia di Udine ma poi passato sotto quella di Pordenone nel 1968. Lì Corona trascorre i successivi anni nella contrada San Rocco, dove conosce i suoi coetanei (Silvio Filippin, Carlo detto 'Carle', Carlo Carrara detto 'L’altro Carle', Meto, Piero, Basili) con i quali condividerà numerose esperienze che verranno, alcune decadi dopo, citate svariate volte nei suoi volumi insieme ai loro nomi.
Pochi mesi più tardi, sempre nel 1956, la madre abbandona la famiglia, esausta delle percosse infertele dal marito, affetto da problemi di alcolismo e che l'aveva già mandata tre volte in coma; la donna decide di sfruttare il passaggio su un furgoncino per lasciare il paese e rifugiarsi in Germania. Solo dopo il 1964 si ricongiunge ai figli ma, nonostante il ritorno ad Erto, decide di andare a vivere per precauzione ancora per alcuni anni dai suoi genitori: durante quel periodo riesce a riappacificarsi solo con il secondogenito Felice mentre Mauro, pur a conoscenza della sua presenza, evita i contatti per circa un anno e mezzo. Durante l'assenza i tre fratelli vengono cresciuti soprattutto dai nonni paterni, aiutati dalla zia Martina, detta Tina, una ex collaboratrice scolastica divenuta sordomuta in età adulta. Corona, anche per alleviare il dolore ed estraniarsi dal contesto di sofferenza in cui vive, comincia a dedicarsi alla lettura di alcuni testi lasciati dalla madre, appassionata lettrice: Tolstoj, Dostoevskij e Cervantes diventano così i suoi scrittori preferiti.
La grave condizione dei tre fratelli porterà Mauro a definire loro stessi 'orfani con genitori viventi'. Le precarie condizioni economiche della famiglia costringono i bambini fin dall'infanzia, durante il periodo estivo, a seguire i malgari sugli alpeggi e prestarsi a vari lavori al fine di apprendere il prima possibile un mestiere e aiutare in casa. 
Sovente Corona stesso è costretto anche a seguire la nonna Maria fino alla frazione Cellino di Claut per tentare di intenerire gli abitanti con la sua presenza: il bambino, nonostante la forte vergogna, veniva mandato avanti per chiedere loro l'elemosina, consistente sovente in generi alimentari per il mantenimento della famiglia. 
Corona ricorda anche come spesso per Natale i nonni facevano trovare ai fratelli solo cenere al posto dei regali, poiché non avevano la possibilità di comprarli, e come scusa usavano incolpare i nipoti di essere stati cattivi.
Mauro, tuttavia, essendo bambino ricorda anche alcuni lati positivi della convivenza con i nonni e la zia: in particolare è dal nonno Felice che apprende le tecniche di coltivazione, del taglio e della manutenzione dei boschi e, soprattutto, i rudimenti dell'arte dell'intaglio ligneo, anche al fine di aiutare a produrre in inverno utensili da rivendere durante la bella stagione. 
Purtroppo il 24 agosto 1962, giunto alle porte di Belluno proprio per cercare di vendere alcuni oggetti prodotti, Felice viene investito mortalmente da un automobilista che non si ferma a soccorrerlo, costituendo per Mauro una delle peggiori perdite nella sua vita ancorché appena ragazzo.
Nonostante la povertà, condivisa con i coetanei, durante l'infanzia e l'adolescenza Corona si appassiona al bob: ingaggia inoltre gare tra amici lanciandosi con mezzi auto-costruiti sia dai pendii intorno a Erto sia tra le strette e ripide vie del paese. Talvolta deve ricorrere alle cure mediche per abrasioni su parti del corpo avendo sbattuto contro i muri delle case.

### Inizio anni 1960: gli studi e il disastro del Vajont
Corona inizia a frequentare le scuole elementari a Erto: come era in uso all'epoca nelle parti più remote e povere d'Italia, al posto della scuola media inizialmente frequenta le classi fino all'ottava elementare. Tuttavia nel 1963 la nuova riforma impone l'obbligo della scuola secondaria di primo grado (allora detta 'media').
Mauro è costretto pertanto a fare il pendolare con la vicina Longarone, in provincia di Belluno, ma questo accade in realtà solo per circa una decina di giorni.
La sera del 9 ottobre 1963 infatti, dopo numerose avvisaglie nei giorni precedenti, l'ondata del Vajont distrugge Longarone e le frazioni di Erto vicine al lago, a cavallo tra Veneto e Friuli, causando quasi 2 000 morti. La sua famiglia fortunatamente non subisce alcuna perdita nel disastro tuttavia, come tutte le altre, viene sfollata. Inizialmente vengono tutti trasferiti per meno di una settimana presso la colonia del Salvatore di Cimolais, una struttura che ospita bambini nel periodo estivo, in quel momento vuota per via del termine della stagione. Dopo pochi giorni tuttavia la nonna Maria e la zia di Corona sono condotte in un ospizio di Aviano, dove moriranno a distanza di poco tempo l'una dall'altra. Il padre alloggerà per circa tre anni in una delle casette costruite in via provvisoria per gli sfollati ertani a Cimolais, prima di poter rientrare presso la sua originaria abitazione.
Insieme al primo fratello minore Felice, Mauro è invece trasferito nel Collegio Don Bosco di Pordenone. Lì, grazie alla carità offerta dai Salesiani ai minori superstiti alla tragedia del Vajont, viene ospitato ed istruito per i tre anni della scuola media. Questa esperienza, unita alla passione di alcuni suoi insegnanti sacerdoti, fornisce ai due fratelli la disciplina mancante data dal vivere in un luogo povero e senza una solida famiglia alle spalle. In Mauro, in particolare, risveglia la volontà di migliorarsi per il suo domani e lo incoraggia verso gli studi letterari ed artistici, che diverranno sua grande passione per il resto della vita. 
Il periodo di permanenza al collegio rivela anche alcune difficoltà in quanto i fratelli non sono abituati al contatto con la gente e al sottostare a regole imposte pertanto emergono anche sentimenti di nostalgia, prigionia e la mancanza dei boschi di Erto. A questo si aggiunge che il collegio era in realtà privato e frequentato prevalentemente da giovani cittadini altolocati con i quali non di rado scoppiavano diverbi con gli sfollati. 
Conseguita la licenza media, Mauro chiede al padre di frequentare la scuola d'arte di Ortisei, ma egli lo costringe per ragioni economiche a frequentare l'istituto-collegio per geometri Marinoni di Udine.
In questa città Corona soggiorna, sempre grazie agli aiuti statali agli sfollati del Vajont, al Collegio Bertoni di Udine. La maggiore libertà concessagli rispetto ai tempi di Pordenone, la mancanza di attenzione da parte dei sacerdoti che reggevano la struttura oltre che i primi tormenti adolescenziali, lo portano in poco tempo a disinteressarsi allo studio. Corona inizia una propria ribellione non seguendo più le lezioni, preferendo leggere Tex in classe, specie dopo il commento sprezzante di un suo professore riguardante un elaborato di disegno tecnico.
Dopo due anni viene ritirato dalla scuola: più che per la mancanza di interesse, la ragione effettiva fu legata al termine dei contributi statali per il mantenimento dei superstiti del Vajont a cinque anni dalla tragedia.

### Fine anni 1960-inizio anni 1970: le prime esperienze lavorative

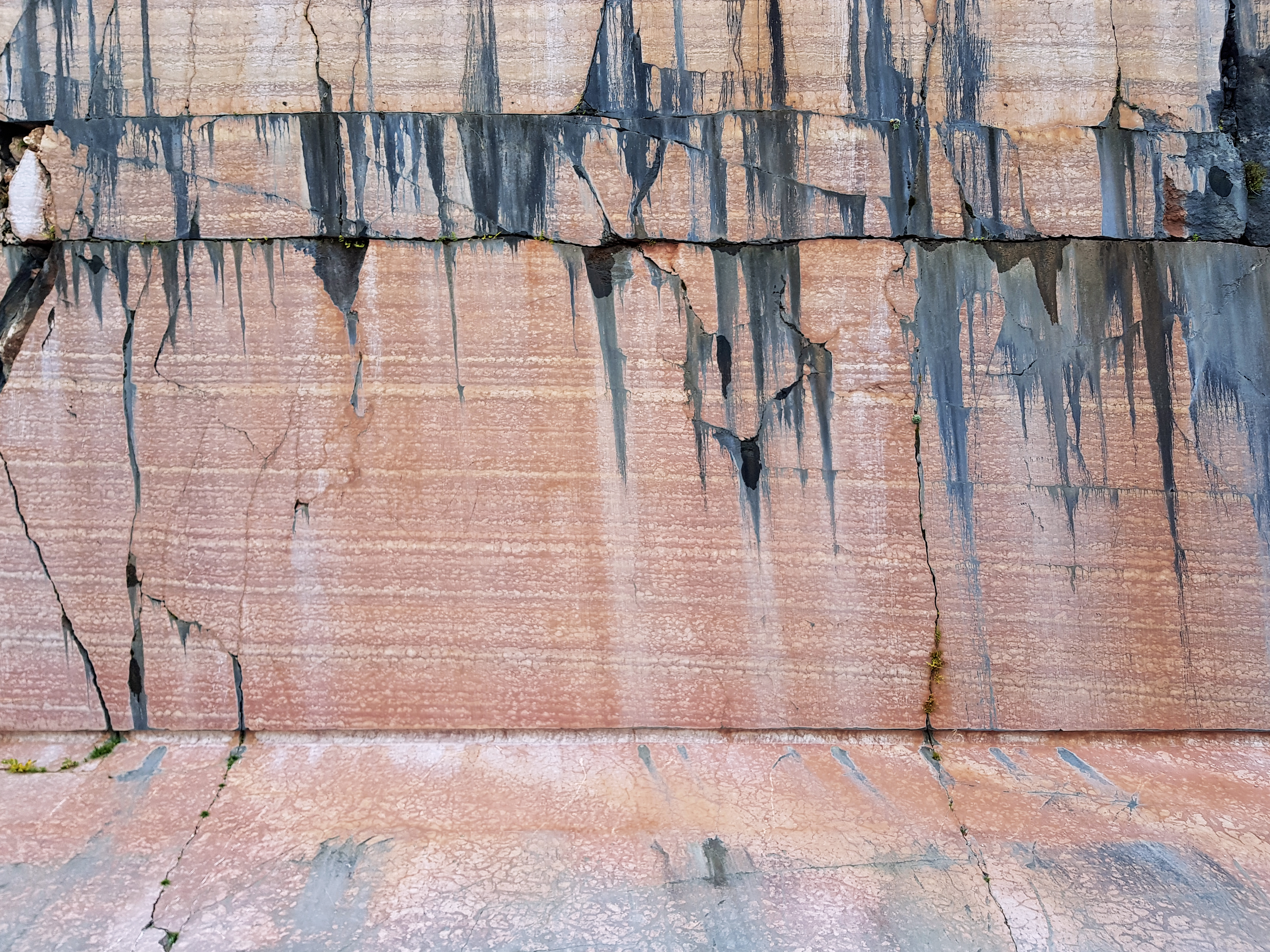
La cava del Monte Buscada, con il suo tipico marmo rosso, dove ha lavorato.

A marzo 1968 inizia a lavorare come manovale presso Maniago, venendo ospitato insieme ad altri operai in una casa in via Colvera. Nello stesso mese il primo fratello minore, Felice, decide di accettare un'offerta di lavoro come gelataio in Germania da parte di una famiglia di Auronzo di Cadore: questo era infatti un sogno molto ambito all'epoca da parte dei giovani ertani che volevano emulare l'esempio di tanti loro antenati emigrati per svolgere quel mestiere. In realtà, dopo aver svolto per tre mesi la mansione di sguattero presso una gelateria, il 30 giugno 1968 annega in una piscina di Paderborn, verosimilmente a seguito di un colpo inferto alla testa. Nonostante la presenza di testimoni, nessuno fu in grado di ricostruire la verità sull'accaduto: la famiglia Corona stessa rifiutò qualsiasi forma di risarcimento o processo, lasciando tuttavia ignoti ed impuniti eventuali colpevoli. 
Corona, venuto a conoscenza dell'accaduto mentre si trovava su un cantiere, decide di dimettersi per ritornare più vicino alla famiglia.
Terminati i giorni dei funerali, si fa assumere alla cava di marmo del monte Buscada, dove rimase per i successivi sette anni. 
L'estrazione del marmo rosso avveniva a 1800 m di altezza: i cavatori impiegati erano complessivamente 18 a cui si aggiungeva un cuoco che provvedeva al vitto. Per evitare le circa due ore di cammino che separavano il paese dal sito di estrazione, fu costruita una casa che fungeva da dormitorio al piano superiore e da refettorio e magazzino a quello inferiore. Lo stabile è stato ristrutturato mantenendo l'originaria collocazione delle stanze e ospita, dal 2010, il Rifugio Cava Buscada. L'attività lavorativa, particolarmente gravosa poiché eseguita ancora con metodi arcaici, procedeva generalmente da aprile a novembre, considerate le temperature rigide a quella quota. L'impiego di così tante maestranze, tuttavia, rendeva già all'inizio degli anni 1970 poco redditizia l'attività. Dopo avere fatto scardinato la parte dalla parete essa doveva essere lavorata per avere le giuste dimensioni per essere trasportata su un lungo scivolo ligneo verso valle. Corona riuscì ad arrivare ad essere 'scalpellino riquadratore', qualifica ambita, che suggeriva l'abilità dell'operaio nel formare il blocco prima del trasporto.
Nel 1974 lo storico direttore Argante Gattini decide di ritirarsi per limiti d'età: l'arrivo del nuovo capo, tuttavia, rompe l'armonia presente tra i colleghi molti dei quali decidono di ritirarsi in pensione. L'arrivo inoltre della strada carrozzabile nelle vicinanze della cava pochi anni dopo avrebbe reso superflui alcuni di essi. La cava continuerà l'attività fino al 1994, con appena due dipendenti, quando chiuse non per esaurimento della materia prima ma sotto le crescenti proteste ambientaliste per lo sfruttamento eccessivo della montagna.

### 1971-1972: gli anni del servizio militare di leva
Corona sospende temporaneamente il lavoro presso la cava di marmo nel 1971 poiché costretto ad assolvere al servizio militare. A quel tempo infatti la maggiore età era fissata al compimento dei 21 anni, prima della riforma del 1975, che l'abbasserà ai 18.
Corona inizia il servizio a L'Aquila, arruolato negli Alpini e con l'incarico di conducente di mulo. Tale occasione riproporrà in lui le sensazioni provate da adolescente presso il collegio di Pordenone, legate alla distanza dai luoghi natii e alla difficoltà ad obbedire agli ordini imposti. In seguito sarà inviato a Tarvisio nella squadra sciatori.
Ha fatto parte dell'equipaggio che vince la medaglia di bronzo nei campionati italiani di bob a quattro svoltisi a Cervinia nel 1972.
Si congeda con un mese di ritardo a causa di trentadue giorni di cella di punizione di rigore accumulati per le sue numerose intemperanze durante l'espletamento del servizio.

### Seconda metà anni 1970: l'inizio della carriera da scultore
Nonostante Corona lavori pressoché tutta la settimana lontano da casa, a partire dal 1968 si trova costretto durante i fine settimana ed i periodi festivi a soggiornare presso la casa dei genitori in via San Rocco, nel centro storico di Erto, dove sono continue le liti e le tensioni legate alle incomprensioni con i genitori, ai quali i figli rivendicano i torti ricevuti in passato e l'assenza di affetto con cui erano stati cresciuti. Dopo una breve colluttazione conclusasi con un pugno sferrato al padre, Corona decide di trasferirsi da solo in via Balbi, dove affitta un monolocale che funge da spartana abitazione e, al contempo, anche da primo studio di scultura.
Una mattina del 1975, mentre Corona sta attendendo di ricominciare l'attività estrattiva in cava, Renato Gaiotti, imprenditore nel settore forestale originario di Sacile, passa per caso proprio lì davanti. L'uomo scorge alcune piccole sculture in legno e, dopo essersi informato direttamente dal loro autore, decide di comprarle tutte. Corona comincia così a pensare di poter affiancare alle attività che suole svolgere durante il periodo invernale di riposo dalla cava, ovvero quelle di manovale e boscaiolo, gli introiti dell'attività di scultore. Quell'anno, anche per via dell'imminente prospettiva di ammodernamento tecnologico in cava che avrebbe reso incerto quel lavoro, decide di dimettersi dall'attività di cavatore.
Pochi mesi più tardi lo stesso Gaiotti decide di fungere da mecenate per Corona e di commissionargli una Via Crucis da donare alla chiesa di San Giovanni del Tempio di Sacile. Lo scultore si fa aiutare dal prevosto di Erto, don Matteo Pasut (1938) che gli consente di staccare e studiare le formelle a bassorilievo presenti nella chiesa parrocchiale del paese. Il progetto di Corona consiste in 14 pannelli in pino cembro (o 'cirmolo') che, oltre ad arredare, effluviano la navata con l'essenza tipica di questo legno: l'opera è terminata in circa tre mesi e collocata presso la chiesa di Sacile. Gaiotti sborsa una cifra appositamente generosa per il lavoro, al fine di aiutare Corona: i soldi ricavati dalla vendita gli consentono infatti di sistemare meglio la sua modesta abitazione e soprattutto di acquistare l'attrezzatura indispensabile a scolpire.
Non avendo tuttavia gli studi necessari per migliorare la propria arte, individua un possibile maestro: Augusto Murer è lo scultore di Falcade che gli insegna il mestiere e gli permette di migliorare le sue conoscenze tecniche e artistiche. Da quell'anno Corona frequenterà saltuariamente il suo studio fino alla morte del primo, sopraggiunta nel 1984.
Nel 1975 a Longarone organizza la sua prima mostra .

### Anni 1980: le due spedizioni internazionali per l'arrampicata
Fin da bambino Corona apprende, anche grazie al nonno Felice, l'arrampicata, una passione che continuerà per il resto della vita. La prima scalata completa ad un monte la compie il 25 agosto 1963, insieme al primo fratello minore Felice e ad altri due accompagnatori ai quali si erano legati estemporaneamente. Quel giorno infatti i due sono giunti in Val Zemola per l'inaugurazione del Rifugio Maniago ma ne vogliono approfittare per la scalata al monte Duranno: per questa ragione i due fratelli Corona decidono di accompagnarli fino in vetta nonostante la contrarietà dei due.
Nel 1977 inizia ad attrezzare le falesie di Erto e Casso, oggi meta molto frequentata dagli alpinisti di tutto il mondo. Oggi diverse vie di scalata portano la sua firma.
Nel 1984, su invito dell'amico alpinista Gianni Pais Becher di Auronzo di Cadore, e con la sponsorizzazione di una banca di Belluno, decide di unirsi al gruppo degli Scoiattoli di Cortina per scalare per la prima volta alcune cime della Groenlandia. Il gruppo giunge presso l'aeroporto di Angmagssalik il 14 giugno, per essere trasferito in elicottero presso Tasiilaq un piccolo villaggio inuit che costituisce il campo base per le spedizioni. La spedizione dura complessivamente due mesi nei quali, in riconoscenza allo sponsor e ai paesi della terra natale, molte delle cime vengono conquistate e ribattezzate con nomi inconsueti per quelle parti: Cima Erto, Cima Belluno, Cima 9 ottobre (in riconoscenza ai morti del Vajont), Cima Cristina, Cima Valcellina e Cima International Expedition. In riconoscenza ai due eschimesi che facevano loro da guida si decide di dedicare a due luoghi locali due punte: Cima Angmagssalik e Cima Tasiilaq.
Un giorno Mauro perde l'orientamento e rischia di morire sui ghiacci, salvandosi fortunosamente anche grazie alle provviste e ad una tenda che si era portato appresso mentre attendeva che alcuni membri della spedizione lo cercassero. Infine, verso il termine della spedizione, il gruppo fu costretto a posticipare la partenza di sei giorni per una bufera durata sei giorni che portò le temperature a -40 °C rendendo impossibile il recupero in elicottero: la spedizione si concluse negli ultimi giorni di luglio 1984.
Intorno alla metà degli anni 1980, pur con gli scarsi mezzi economici a disposizione, Corona riesce ad organizzare un viaggio in California per scalare El Capitan, con l'amico alpinista Maurizio Zanolla, detto 'Manolo'. L'avventura tuttavia, specie a causa della severità dei ranger locali e della rigidezza delle leggi, non si rivelò particolarmente entusiasmante, sfatando in Corona i miti e i racconti della Beat Generation in voga nel decennio precedente.

### Anni 1990: l'inizio della carriera da scrittore

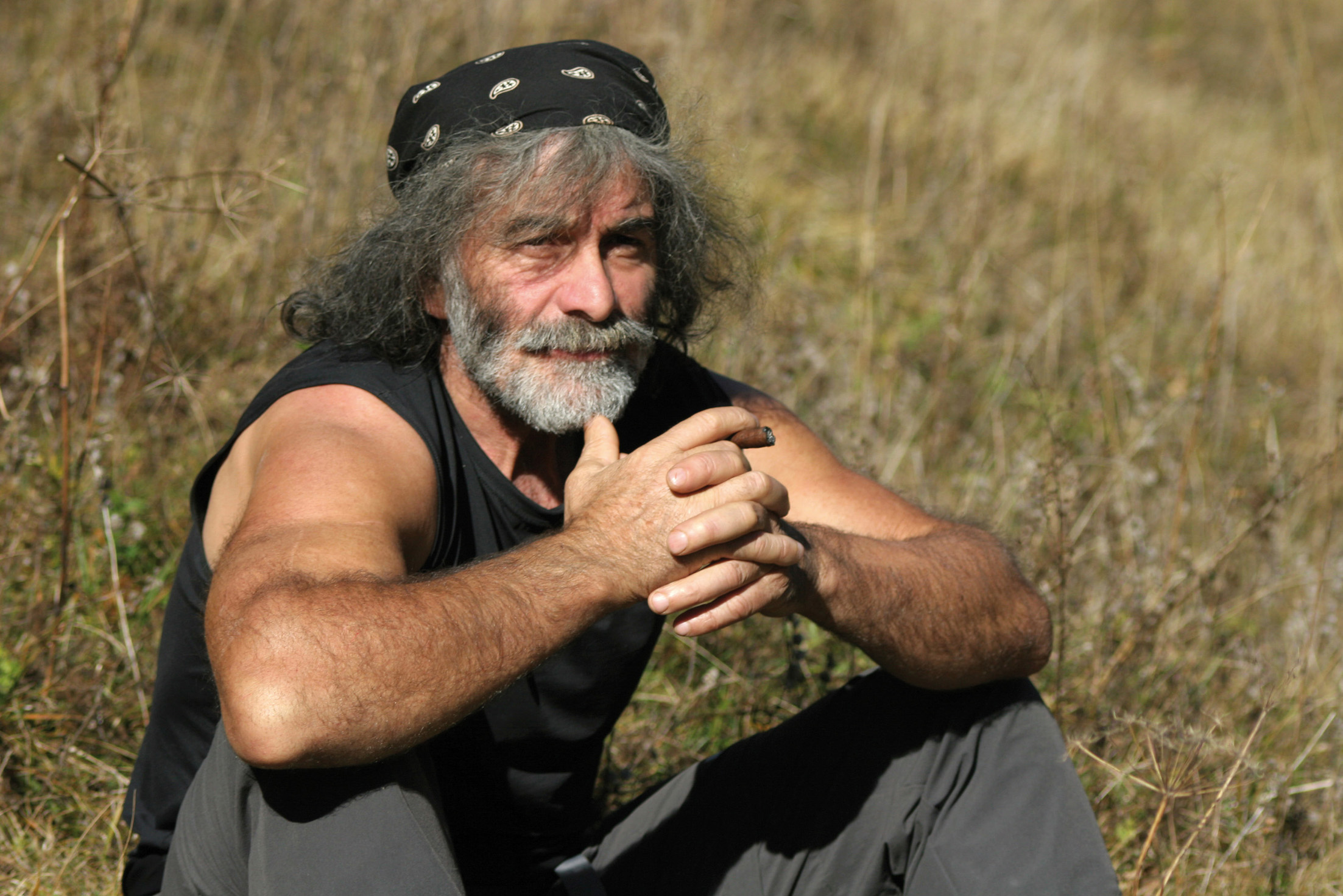
Mauro Corona nel 2009.

La carriera di scrittore inizia all'inizio degli anni 1990, quando Maurizio Bait, un amico giornalista, pubblica per due anni a puntate alcuni suoi racconti sul quotidiano Il Gazzettino, all'interno delle rubriche 'I cieli' prima e 'Sotto le foglie' in ultima. Dopo averli letti Marisa Madieri dichiara a Corona di essere rimasta affascinata dagli stessi, esprimendo il desiderio di pubblicarli. Avendone Mauro perso gli originali, decise di riscriverli senza copiarli per assicurare alla scrittrice la possibilità di pubblicarli nelle sue prime due opere.
Il libro d'esordio è edito da parte del Circolo Culturale Menocchio (un circolo culturale friulano) nel 1994, grazie anche alla volontà del maestro Aldo Colonnello: 'Il soffio del gallo forcello' è in realtà un breve racconto appena ventuno pagine nel quale Corona analizza sinteticamente i temi che diverranno poi centrali nei suoi scritti, quali i rapporti con i famigliari, la natura e la montagna, raccontati con lo sguardo ed i ricordi della sua infanzia. Essendo stato prodotto in poche copie andate esaurite, solo nel 2025 venne ripubblicato con l'aggiunta di alcuni disegni di Matteo Corona su scala nazionale.
La seconda raccolta di racconti, decisamente più corposa, fu Il volo della martora, edito nel 1997.
Da allora ha pubblicato svariati libri, tutti con discreto successo. Nei suoi romanzi e nei suoi racconti porta a contatto il lettore con un mondo quasi del tutto scomparso: quello della vita e delle tradizioni nei paesi della Valle del Vajont, un ecosistema che subisce violenti sconvolgimenti a seguito della tragedia che vi è accaduta. Personaggi ed echi del passato riaffiorano tra le sue righe, che affronta con uno sguardo appassionato e un po' malinconico tematiche come il rapporto dell'uomo con la natura, con le proprie radici e con l'incombente progresso economico e tecnologico.
Tra i suoi amici e corrispondenti vi è il coetaneo Erri De Luca, anch'egli scrittore e arrampicatore. Nel 2002 lo scrittore fumettista Paolo Cossi pubblica Corona - L'uomo del bosco di Erto per Edizioni Biblioteca dell'Immagine. Un libro a fumetti che narra alcune vicende raccontate a Cossi da lui e delle avventure che Cossi dovette intraprendere per ascoltare di persona i suoi racconti.
Le sue opere sono state tradotte in varie lingue, tra cui cinese, tedesco e spagnolo.

### Anni 2000: la notorietà televisiva
Nel 1995 Corona decide di accettare la proposta di un documentario di una quarantina di minuti sulla sua figura di alpinista e scultore, intitolato 'L'uomo di legno' e prodotto da Andrea Gobetti e Fulvio Mariani. Nel 2001 invece recita, insieme a molti altri compaesani sopravvissuti o abitanti locali, nella pellicola 'Vajont- la diga del disonore' di Renzo Martinelli, impersonando il personaggio dell'oste Pietro Corona.
A partire dagli anni 2000 Corona comincia a divenire maggiormente popolare per via delle prime interviste rilasciate anche su alcune reti nazionali.  
Negli anni 2010, notevole notorietà è conferita dalla partecipazione al talk-show Cartabianca, programma di prima serata di Rai 3. Nel 2018 infatti la conduttrice Bianca Berlinguer nota un discreto successo di pubblico, nonché una buona riuscita nel dialogo, durante un'intervista a Corona in '#cartabianca quotidiano'. Suggerita da un suo autore, in vista di una trasformazione del programma in un talk-show politico per la prima serata, la stessa decide di invitare Corona come ospite fisso all'inizio della puntata, anche per cercare di rompere la monotonia dei temi trattati. A partire dall'11 settembre 2018 Corona apre la puntata con il commento dei fatti principali della settimana. La routine viene rotta il 23 settembre 2020, quando è allontanato a tempo indeterminato dalla trasmissione dopo avere apostrofato con "gallina" la conduttrice.
Durante il periodo di allontanamento da Rai 3, lo scrittore decide di accettare la proposta di Mediaset di essere opinionista ed ospite fisso settimanale, pur solo per una sola stagione, del talk-show Dritto e rovescio di Paolo Del Debbio .
Nel settembre 2021 è interprete del filmato musicale del brano Oh Lord vaarda gió di Davide Van De Sfroos e Zucchero Fornaciari.
Con l'inizio della stagione successiva, nel 2021, viene reintegrato a Cartabianca, rimanendovi fino alla chiusura definitiva, avvenuta il 27 giugno 2023. Il 5 settembre successivo, con il passaggio di Berlinguer a Mediaset, Corona mantiene lo stesso ruolo seguendo la conduttrice a Rete 4 in È sempre Cartabianca.
Nel 2025 è protagonista del film autobiografico diretto da Niccolò Maria Pagani.

### Vita privata
Poco più che ventenne, Corona ebbe una relazione con una donna di cui non rivelò mai identità e da cui nacque nel 1974 la prima figlia Martina, detta 'Tina'; tale nome è caro allo scrittore perché in comune con la giornalista Merlin, che dedicò gran parte della sua carriera al caso del disastro del Vajont. Nel medesimo anno tuttavia la compagna morì appena ventenne per un tumore al cervello .
Nel gennaio 1978 Corona si sposò con Francesca De Damiani (Erto e Casso, 1954), ragioniera comunale a Erto fino al suo pensionamento nel settembre 2019, dalla quale ebbe altri tre figli: Marianna (1979), Matteo (1981) e Melissa (1982). Di essi anche Marianna è autrice e ha pubblicato il suo libro di esordio Fiorire tra le rocce nel 2021. mentre Matteo ha illustrato alcune opere del padre. I loro nomi furono scelti soprattutto tra i legami famigliari di Corona: Melissa da una bisnonna, Marianna dalla sorella della nonna e Martina, detta Tina, dalla già citata zia.
Si considera credente in Dio ma non segue nessuna religione in particolare.

## Controversie

### Il rapporto e la dipendenza con l'alcool
Mauro Corona è stato in svariate occasioni criticato per i suoi rapporti con l'alcool, dipendenza che lui stesso ha ammesso di avere fin dalla sua giovane età e che ha riproposto parecchie volte nei suoi scritti autobiografici, anche per i problemi che ne sono derivati. All'interno del romanzo 'Aspro e dolce', lo stesso ha ammesso di usare il bere per vincere la timidezza e la diffidenza che lo ostacolavano quando doveva uscire dalle sue zone per incontrare e parlare con estranei, non essendo abituato a ciò. Corona tuttavia ha sempre stigmatizzato questo comportamento, avvisando sempre di essere stato un pessimo esempio, specie verso i più giovani. A costoro, oltre che in diversi punti dello scritto precedentemente citato, si è rivolto direttamente all'interno del saggio 'Guida poco che devi bere', a loro dedicato, nel quale li mette in guardia su quanto l'alcool sia subdolo e di come si cada facilmente nella sua dipendenza.

### Liti in televisione
Principalmente durante la sua permanenza al talk-show Cartabianca, divennero celebri alcune sue litigate con gli ospiti, come quella avvenuta il 5 febbraio 2019 con il giornalista Roberto D'Agostino. Corona era solito in quell'anno indossare la divisa della Forestale per protestare contro la soppressione del Corpo e la sua conseguente incorporazione nell'Arma dei Carabinieri. D'Agostino lo prese in giro descrivendolo come un 'montanaro', aggettivo che Corona reputò un insulto: dopo averlo apostrofato in risposta, chiese alla conduttrice di non essere più invitato in presenza dell'altro. Talvolta avvennero litigate anche con la stessa Bianca Berlinguer (che Corona soprannominava scherzosamente Bianchina): queste in due occasioni lo portarono alla sospensione dal programma.

#### Prima sospensione da Cartabianca
Nella puntata dell'11 giugno 2019 Corona bevve in diretta un alcolico, direttamente dalla bottiglia e davanti ai telespettatori, per festeggiare il compleanno di un amico. Nella puntata successiva del 18 giugno Berlinguer spiegò di avere ricevuto scuse private dallo scrittore ma di essersi indignata per un'intervista dello stesso apparsa sull'ultimo numero di FQMagazine, nella quale lo stesso lamentava di non avere avuto abbastanza spazio per i propri temi personali durante le sue ospitate a Cartabianca, da qui la decisione di sospendere la collaborazione con lo stesso. Dopo una settimana di sospensione venne reintegrato nell'ultima puntata della stagione.

#### Seconda sospensione da Cartabianca
Durante la puntata del 22 settembre 2020, in un'intervista doppia, con anche la presenza dell'attore Claudio Amendola, Corona iniziò a chiedere di poter porgere delle scuse ad un amico albergatore, facendo un esplicito riferimento alla sua struttura. La conduttrice cercò di bloccarlo, non potendo accettare riferimenti a strutture private che sarebbero potuti essere pubblicità. Corona tuttavia non fu dello stesso avviso e si scompose dichiarando: "Senta Bianchina, se lei mi vuole qui tutta la stagione mi fa dire le cose, sennò la mando in malora e me ne vado" aggiungendo poi "Adesso lei stia zitta. Stia zitta una buona volta, gallina. La sua trasmissione da stasera se la conduce da sola, gallina". Nonostante il successivo riappacificamento privato, come accaduto altre volte, le direzioni generale della Rai e di Rai 3 furono irremovibili su una sospensione a tempo indeterminato di Corona dal programma giudicando l'epiteto rivolto alla conduttrice come un'offesa più ampia rivolta in generale a tutto il genere femminile. Durante i mesi che seguirono lo stesso Corona si dichiarò affranto per quanto accaduto imputando il nervosismo di quella sera all'astinenza forzata dall'alcool a cui si stava sottoponendo per la sua salute. Aggiunse inoltre di essere stato travisato e, considerati i trascorsi in cui assistette alle violenze su sua madre, di non voler assolutamente creare discriminazioni di genere o incitamenti alla violenza con le sue frasi. Berlinguer stessa perdonò lo scrittore, auspicando il suo ritorno in Rai: ciononostante la sospensione perdurò per un'intera stagione del programma e sarà alla base della decisione della conduttrice di lasciare la tv di Stato per poi passare a Mediaset dal 2023 .

## Opere

### Raccolte di racconti
- Il soffio del gallo forcello, Montereale Valcellina, Ed. Circolo Culturale Menocchio, 1994.
- Il volo della martora, Torino, Vivalda, 1997, ISBN 88-7808-131-0.
- Finché il cuculo canta, Pordenone, Biblioteca dell'immagine, 1999.
- Gocce di resina, Pordenone, Biblioteca dell'immagine, 2001, ISBN 88-87881-51-0.
- Nel legno e nella pietra, Milano, Mondadori, 2003, ISBN 88-04-50464-1.
- Aspro e dolce, Milano, Mondadori, 2004, ISBN 978-88-045-2731-2.
- Cani, camosci, cuculi (e un corvo), Milano, Mondadori, 2007, ISBN 978-88-04-55542-1.
- Torneranno le quattro stagioni, Milano, Mondadori, 2010, ISBN 978-88-04-60059-6.
- Venti racconti allegri e uno triste, Milano, Mondadori, 2012, ISBN 978-88-04-61623-8.
- I misteri della montagna, Milano, Mondadori, 2016, ISBN 978-88-04-64713-3.

#### Antologie di racconti
- Gli occhi del bosco. Storie di animali e uomini, Milano, Mondadori, 2012, ISBN 978-88-04-62089-1 [Contiene: Cani, camosci, cuculi (e un corvo) e Storie del bosco antico].
- Il bosco racconta, prefazione di Erri De Luca, illustrazioni di Mauro e Matteo Corona, Milano, Mondadori, 2015, ISBN 978-88-04-65769-9 [Contiene: Storie del bosco antico e Torneranno le quattro stagioni].

### Romanzi
- Le voci del bosco, Pordenone, Biblioteca dell'immagine, 1998, ISBN 88-87881-06-5.
- L'ombra del bastone, Milano, Mondadori, 2005, ISBN 978-88-045-4857-7.
- I fantasmi di pietra, Milano, Mondadori, 2006, ISBN 978-88-045-5543-8.
- Storia di Neve, Milano, Mondadori, 2008, ISBN 978-88-04-58111-6.
- Il canto delle manére, Milano, Mondadori, 2009, ISBN 978-88-04-59071-2.
- La fine del mondo storto, Milano, Mondadori, 2010, ISBN 978-88-04-60341-2..
- Come sasso nella corrente, Milano, Mondadori, 2011, ISBN 978-88-04-61131-8.
- La voce degli uomini freddi, Milano, Mondadori, 2013, ISBN 978-88-04-63377-8.
- La via del sole, Milano, Mondadori, 2016, ISBN 978-88-04-66930-2.
- Nel muro, Milano, Mondadori, 2018, ISBN 978-88-04-67329-3.
- L'ultimo sorso. Vita di Celio, Milano, Mondadori, 2020, ISBN 978-88-047-3135-1.
- Quattro stagioni per vivere, Milano, Mondadori, 2022, ISBN 978-88-047-4612-6.
- Le cinque porte. Due nipoti e un nonno sui sentieri dei boschi. Un romanzo per tutte le età, coi disegni di Matteo Corona, Milano, Mondadori, 2023, ISBN 978-88-047-7572-0.
- Le altalene, Milano, Mondadori, 2023, ISBN 978-88-047-6132-7.

### Fiabe e opere per l'infanzia
- Storie del bosco antico, Milano, Mondadori, 2005, ISBN 978-88-045-4597-2 [raccolta di 44 fiabe con disegni dell'autore].
- La casa dei sette ponti, Milano, Feltrinelli, 2012, ISBN 978-88-07-01907-4.
- Una lacrima color turchese, Milano, Mondadori, 2014, ISBN 978-88-04-64945-8.
- Favola in bianco e nero, Milano, Mondadori, 2015, ISBN 978-88-04-66114-6.

### Saggi e manuali
- La montagna: Chiacchierata con ventun giovani all'osteria Gallo Cedrone in una notte di primavera del 2002, con 2 CD, Pordenone, Biblioteca dell'immagine, 2002, ISBN 88-87881-69-3.
- Un destino nel volo. Vajont 1963, con Luciano Zanelli, Santa Giustina, Polaris, 2003; II ed., Edizioni Filò, 2013; Belluno, Belluno, Banca AntonVeneta, 2013 [su Giovanni Zanelli].
- Vajont: quelli del dopo, Milano, Mondadori, 2006, ISBN 88-04-55817-2.
- Guida poco che devi bere. Manuale a uso dei giovani per imparare a bere, Milano, Mondadori, 2013, ISBN 978-88-04-62503-2.
- Confessioni ultime. Una meditazione sulla vita, la natura, il silenzio, la libertà, con un film di Giorgio Fornoni in DVD, Milano, Chiarelettere, 2013, ISBN 978-88-6190-428-6; TEA, Milano, 2020.
- Quasi niente, con Luigi Maieron, Milano, Chiarelettere, 2017, ISBN 978-88-619-0906-9.
- Il passo del vento. Sillabario alpino, con Matteo Righetto, Milano, Mondadori, 2019, ISBN 978-88-047-0965-7.
- Arrampicare. Una storia di rocce, di sfide e d'amore, Milano, Solferino, 2022, ISBN 978-88-282-0900-3.
- Lunario sentimentale, Collana Scrittori italiani e stranieri, Milano, Mondadori, 2024, ISBN 978-88-047-9374-8.

### Poesie
- La ballata della donna ertana, Collana Scrittori italiani e stranieri, Milano, Mondadori, 2011, ISBN 978-88-04-60869-1.

### Filmografia
- Vajont, regia di Renzo Martinelli (2001).
- Mauro Corona: la mia vita finché capita, regia di Niccolò Maria Pagani (2025)

## Riconoscimenti
- Cardo d'argento 2008 al 37º Premio Itas del libro di montagna per Cani, camosci, cuculi (e un corvo);
- Premio Bancarella 2011 per La fine del mondo storto[49];
- Christmas Love 2011 (Christmas Film Festival) "per il suo sconfinato amore per la natura"[50];
- Premio Mario Rigoni Stern 2014, sezione narrativa, per l'opera "La voce degli uomini freddi"[51];
- Premio Selezione Campiello 2014[52];
- Premio Letterario La Tore Isola d'Elba 2021.